# Scheer (Unternehmen)
Die Scheer GmbH ist ein Saarbrücker Beratungs- und Softwarehaus mit den Schwerpunkten Geschäftsprozessmanagement, Branchen- und SAP-Beratung sowie ARIS- und SAP-Lizenzvertrieb. Das Unternehmen entstand im März 2015 durch den Zusammenschluss von IDS Scheer Consulting GmbH und Scheer Management GmbH.
Die Scheer GmbH unterstützt als Consulting- und Software-Haus Unternehmen bei der Entwicklung neuer digitaler Businessmodelle (Management- und Organisationsberatung), bei der Optimierung und Implementierung effizienter Geschäftsprozesse sowie beim verlässlichen Betrieb ihrer IT (Managed Services). Ein besonderer Schwerpunkt in der Entwicklung von Produkten und Dienstleistungen liegt darin, Unternehmen branchenbezogen bei der digitalen Transformation zu begleiten.
Die Unternehmenszentrale befindet sich in Saarbrücken, darüber hinaus existieren Büros in Deutschland in Düsseldorf, Freiburg, Hamburg, München. Weitere internationale Standorte befinden sich in Österreich, den Niederlanden, der Schweiz, Kroatien, Bosnien und Herzegowina und den USA.

## Entwicklung

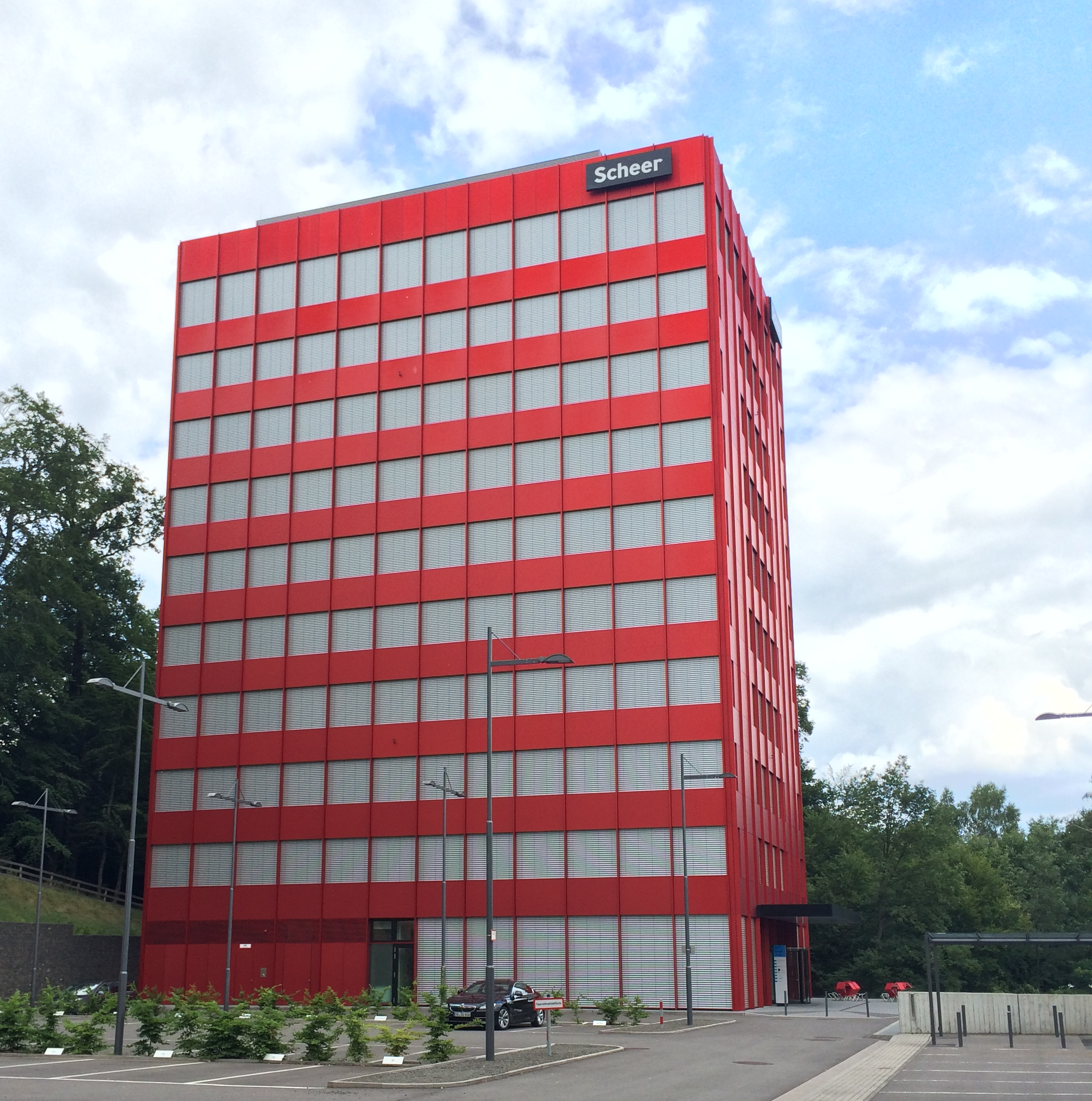
Hauptsitz in Saarbrücken (Scheer Tower)

Die IDS Scheer AG wurde 1984 von August-Wilhelm Scheer als Spin-off des „Instituts für Wirtschaftsinformatik“ der Universität des Saarlandes gegründet und betreute über 7.500 Kunden in über siebzig Ländern mit eigenen Niederlassungen bzw. Partnern. Die ARIS-Architektur, ein von Scheer entwickeltes und umfassendes Rahmenwerk für das Geschäftsprozessmanagement, stellte die Grundlage für eine führende Software für das Geschäftsprozessmanagement und auch der Beratungs-Angebote dar.
Die IDS Scheer war vor der Übernahme durch die Software AG hinter der SAP und der Software AG Deutschlands drittgrößter Softwarehersteller. In Deutschland zählte IDS Scheer AG zu den Top 10 unter den IT-Dienstleistern; in Mittel- und Osteuropa gehörte das Unternehmen zu den Marktführern. IDS Scheer war an der Frankfurter Börse bis zum 27. Oktober 2009 im TecDAX gelistet und gehörte somit zu den 110 Top-Börsenwerten, auch als DAX110 bekannt.
Am 13. Juli 2009 folgte die Bekanntgabe, dass die Software AG ein freiwilliges öffentliches Übernahmeangebot abgegeben hat. Am 21. Dezember 2010 wurde IDS Scheer vollständig von der Software AG übernommen. Nach einer Umstrukturierung innerhalb der Software AG wurde der Consultingbereich als IDS Scheer Consulting GmbH weitergeführt.
Am 1. April 2014 wurde der Erwerb der IDS Scheer Consulting GmbH durch die Scheer Group GmbH (heute August-Wilhelm Scheer Holding) bekannt gegeben. Der Gründer, August-Wilhelm Scheer, kaufte damit den deutschsprachigen Beratungsteil seines ursprünglichen Unternehmens wieder zurück. Es folgte eine Insolvenz und Sanierung des Unternehmens.
Im März 2015 wurde die Verschmelzung der bestehenden Scheer Management GmbH mit der IDS Scheer Consulting zur Scheer GmbH bekannt gegeben.
Im März 2025 wurde bekannt gegeben, dass das Unternehmen unter dem Namen Scheer IDS ab sofort agiert.